# روبرت غراي
روبرت غراي (بالإنجليزية: Robert Gray) (10 مايو 1755 في تيفرتون بولاية رود آيلاند - حوالي شهر يوليو من عام 1806 بالبحر بالقرب من كارولاينا الجنوبية) هو مستكشف وتاجر بحّار وكان أول أمريكي يبحر حول العالم تحت العلم الأمريكي. أبحر عام 1778 مع جون كيندريك من ميناء بوسطن على اثنين من السفن.
متجها نحو شمال الأطلسي عن طريق كيب هورن. وعاد عن طريق الصين وعن طريق رأس الرجاء الصالح عام 1790. ثم أبحر مرة أخرى في الطريق نفسه، كما أبحر نحو مصب نهر كولومبيا عام 1792 وسمي النهر باسم سفينته. كما عُرِف بالإنجازات التي حققها والمرتبطة برحلتين تجاريتين قام بهما إلى إلى سواحل شمال المحيط الهادي بأمريكا الشمالية من 1790 حتى عام 1793، والتي جعلت الولايات المتحدة رائدة في تجارة الفراء البحرية على مستوى المنطقة. واستكشف غراي خلال رحلتيه أجزاء من الساحل وأنهى أول رحلة بحرية أمريكية حول العالم عام 1790.
يملئ الغموض فترة بواكر حياة غراي وما تَبِعها. وقد ولِدَ في تيفرتون بولايةِ رود آيلاند ويُحتمل أنهُ قامَ بأداء الخدمة العسكرية بالبحرية القارية خلال حرب الاستقلال الأمريكية. استمر في ممارسته للإبحار بعد رحلتيه الشهيرتين وتركزت نشاطاته بصورة أساسية بالمتاجرة في المحيط الأطلنطي. وأمسك قراصنة تفويضيين فرنسيين بسفينته وهو في رحلة إلى الساحل الشمال غربي خلال شبه الحرب الأمريكية-الفرنسية. فارق غراي الحياة في البحر عام 1806 بالقرب من بولاية تشارلستون بولاية كارولاينا الجنوبية، ويُرجح سبب موته نتيجة إصابته بالحمى الصفراء. تحمل كثير من المعالم الجغرافية على طول سواحل ولايتي واشنطن وأوريغون اسم غراي بالإضافة إلى عدة مدارس سميت في ذكراه ضمن هذه المنطقة.

## دوره في شبه الحرب
أصبح غراي منخرطاً في شبه الحرب الأمريكية-الفرنسية التي استمرت من عام 1798 حتى 1800. وكانت شبه الحرب هذه عبارة عن صراع بحري غير معلن من الناحية الرسمية، وارتبطت بالحروب النابليونية التي دارت رحاها على الأراضي الأوروبية.
أنطلق غراي مبحراً من سالم بتاريخ 10 سبتمبر عام 1798 في رحلةٍ تجارية جديدة متجهة إلى الساحل الشمالي الغربي، حيث كان من المفترض لهُ أن يقضي موسم أو اثنين في تجارة الفرو. قُطِعت هذه الرحلة وهي على الطريق صوب وجهتها بعدما استولى الفرنسيون على سفينة غراي يوم 17 نوفمبر من نفس العام حين كانت تبحر في جنوب المحيط الأطلسي على مسافة تبعد نحو 800 كم (500 ميل) شرقي مدينة ريو دي جانيرو، وتَبِع ذلك إبحار الطاقم الذي استولى على السفينة بها تحت إمرة غراي نفسه إلى ميناء مونتفيدو الواقع تحت سيطرة الإسبان عبر نهر ريو دي لا بلاتا ووصلوا يوم 14 ديسمبر. وهناك باع الفرنسيون سفينة غراي وما حملته من بضاعة. غادر غراي الميناء يوم 11 يناير برفقة طاقم سفينة ترفع العلم الإسباني كانت متجهة نحو المحيط الهادي. وعاد غراي إلى الولايات المتحدة واستمر في مزاولته لمهنة الإبحار. وقاد غراي عام 1799 سفينة تفويضية بالحرب مجهزة بأثنا عشر مدفع وخمسة وعشرون نفر تحمل اسم «لوسي»، وذلك في ضوء استمرار التوترات مع الفرنسيين.

## الرحلات اللاحقة والوفاة
غادر غراي بوسطن على متن سكونة محمَّلة بالحديد والصابورة الحجرية تدعى «جيمس» متجهة إلى ريو دي جانيرو بتاريخ 21 نوفمبر عام 1800، ووصلت السكونة إلى وجهتها يوم 18 أبريل عام 1801. وتبع هذه الرحلة عدة رحلات بحرية أخرى إلى إنجلترا وجنوب الولايات المتحدة. فارق غراي الحياة وهو في البحر على مقربةٍ من تشارلستون بولاية كارولاينا الجنوبية عام 1806. ويُعتقد أنه توفي نتيجة إصابته بالحمى الصفراء. وترك غراي خلفه زوجته وأربعة بنات. وقد قامت بناته فيما بعد بتقديم التماس إلى الكونغرس الأمريكي سعياً للحصول على معاش حكومي، وذلك لرحلاته وخدمته كظابط في البحرية القارية إبان الحرب الثورية.

## الإرث
لم ينشر غراي معلومات عن اكتشافاته الجغرافية حول ما صادفه في نهر كولومبيا وغيرها من المعالم الواقعة على طول سواحل المحيط الهادي. ولكن قام الكابتن جورج فانكوفر بنشر اكتشافاته واكتشافات غراي في إنجلترا، ونسبَ فانكوفر إليه الفضل فيما حققه. إلّا أن غراي لم يلاقي آنذاك الاعتراف الذي يستحقه عن إسهاماته، بل حتى أنها لم تُعتبر هامة بتاتاً. ولكن سار على خطا غراي غيره من تجار منطقة نيو إنجلاند في انتهازهم لفرص التجارة التي كان غراي رائداً بها (بالنسبة للأمريكيين)، حتى أن الأمريكيين الأصليين أصبحوا يطلقون على الأمريكيين البيض في تلك المنطقة تسمية «رجال بوسطن».
استخدمت الولايات المتحدة في مرحلة لاحقة من تاريخها الأولوية التي وضعها غراي بإبحاره في نهر كولومبيا كإحدى الأسباب التي أيدت مطالبها الإقليمية على ما كان يُطلق عليه الأمريكيون حينها اسم «بلاد أوريغون». قام المدَّعون البريطانيون الذين نافسوا الولايات المتحدة بإطلاق تسمية «مقاطعة كولومبيا» على الجزء الجنوبي من تلك المنطقة المتنازع عليها، واستمدوا هذا الاسم نسبةً إلى اسم النهر الذي وضعه غراي. وأتخذت «مقاطعة كولومبيا» في نهاية المطاف لنفسها اسم كولومبيا البريطانية التي أصبحت مستعمرةً في منتصف القرن التاسع عشر. وأصبحت ما يُعرف حالياً بمقاطعة كولومبيا البريطانية الحالية سادس المقاطعات الكندية حينما انضمت هذه المستعمرة إلى كندا عام 1871.

## وصلات خارجية
- مشروع تاريخ ولاية أوريغون: رباعيات الشتاء (بالإنجليزية)
- مشروع تاريخ ولاية أوريغون: إتيان روبرت غراي (بالإنجليزية)